# آگوستین گونزالس (بازیکن فوتبال، زاده ۱۹۸۳)
آگوستین گونزالس (انگلیسی: Agustín González؛ زادهٔ ۳۰ ژانویهٔ ۱۹۸۳) بازیکن فوتبال اهل آرژانتین است.
از باشگاه‌هایی که در آن بازی کرده‌است می‌توان به باشگاه فوتبال دینامو تیرانا، باشگاه فوتبال استودیانتس، و بارباسترو اشاره کرد.
وی همچنین در تیم ملی فوتبال Argentina U-17 بازی کرده‌است.